# Castaño Santo

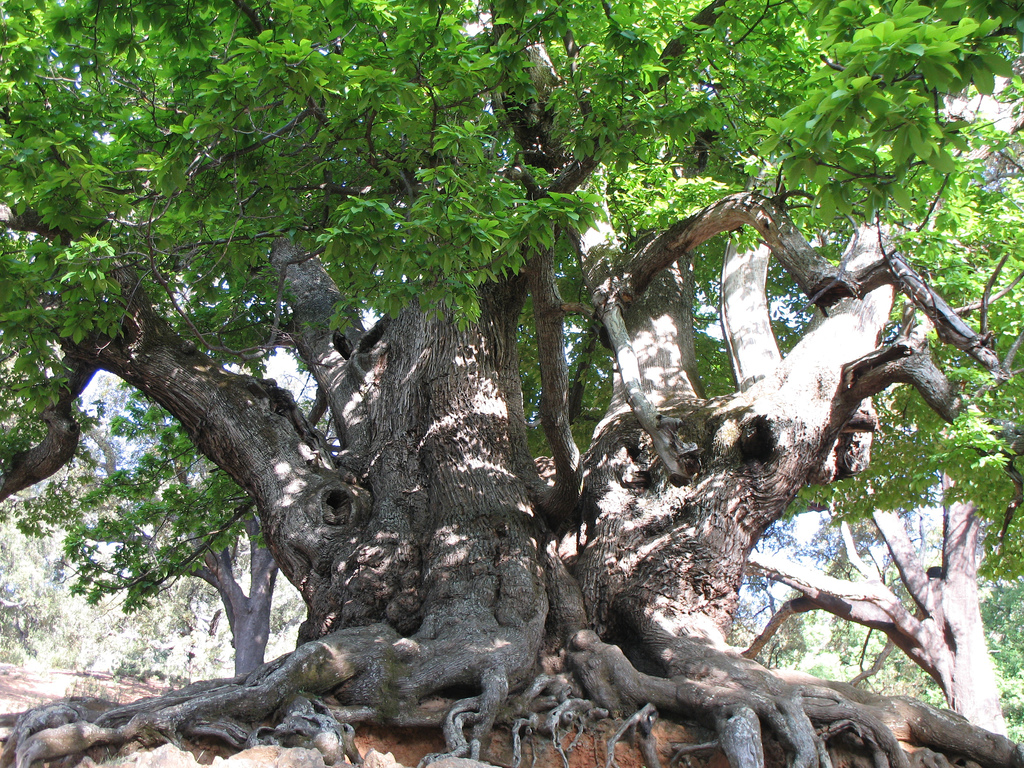
Castaño Santo de Istán

Der Castaño Santo  ist ein heiliger Kastanienbaum (Castanea sativa) in der Sierra de las Nieves,  Andalusien. 
Der Kastanienbaum ist etwa 800 bis 1000 Jahre alt und sein Umfang am Boden beträgt rund 15 Meter. Die projizierte Kronenfläche beträgt rund 510 m²  und er ist wahrscheinlich der älteste aller Bäume in der Provinz Málaga. Der Baum befindet sich etwa 37 Kilometer vom Dorf Istán entfernt am Wegesrand von Monda nach Las Vegas in etwa 700 Meter Höhe. Bei Autozufahrt wird ein Allradantrieb empfohlen. 
Der Legende nach feierte Ferdinand der Katholische (Aragonesisch: Ferrando II o Catolico) im Jahre 1501 eine heilige Messe zum Erntedankfest im Schatten des Baumes. 
Der Kastanienbaum wurde 1985 von der Andalusischen Landesregierung zum Naturdenkmal erklärt.